# Umberto Ghibaudo
Pour les articles homonymes, voir Ghibaudo.
Umberto Ghibaudo (né le 21 juillet 1907 à Turin dans le Piémont et mort à une date inconnue) est un joueur de football italien, qui jouait au poste de gardien de but.

## Biographie
Au cours de sa courte carrière, Ghibaudo ne joue qu'une seule saison avec le club piémontais de la Juventus, lors de la saison 1930-1931 de Serie A. Il dispute sa première rencontre professionnelle le 28 juin 1931 lors d'un match nul 1-1 contre Livourne.
Il joue 4 matchs avec les bianconeri et encaisse 3 buts, mais remporte tout de même le scudetto (titre de champion d'Italie) lors de son unique saison avec la Juve.

## Palmarès
Juventus
- Championnat d'Italie (1) :
  - Champion : 1930-31.